# Linia kolejowa nr 588
Linia kolejowa nr 588 – pierwszorzędna, zelektryfikowana, jednotorowa linia kolejowa w Lublinie, łącząca posterunki odgałęźne Lublin Rury R3 oraz Lublin Rury R12.
Za budowę odpowiedzialne były PKP PLK w ramach projektu „Budowa linii kolejowej (łącznicy) pomiędzy liniami nr 7 (Lublin Rury) i 68 (Lublin Wrotków)”, stanowiącego fragment projektu „Prace na linii kolejowej nr 7 Warszawa Wschodnia Osobowa – Dorohusk na odcinku Warszawa – Otwock – Dęblin – Lublin, etap I”. Otwarcie łącznicy nastąpiło w 2022 roku.